# 宇宙状況認識
宇宙状況認識（うちゅうじょうきょうにんしき、Space Situational Awareness：SSA）又は宇宙状況把握、宇宙状況監視（Space Domain Awareness：SDA）とは、安定的な宇宙空間の利用のために、衛星軌道上の物体を観測し、人工衛星やスペースデブリ等の軌道周回物体を把握・認識することを指す。

## 概要
宇宙空間の利用すなわち人工衛星の活用は、測位・通信・放送・偵察・気象観測等多岐に渡り、市民生活・経済活動・軍事行動に欠かせないものとなっている。しかし、衛星軌道上には、管理下にある人工衛星のみならず、衝突すれば衛星の機能を損なう恐れのあるスペースデブリも多数存在しており、しかも人工衛星の増大に伴い、スペースデブリも増大してきている。このため、デブリとの衝突危険性回避のため、軌道周回物体を把握・認識する宇宙状況認識の重要性が注目されてきている。
アメリカ軍は1959年より、衛星軌道上の物体の監視を始めており、2010年には宇宙配備宇宙監視衛星を打ち上げるなど、継続的な監視を行っている。
人工衛星の数及び重要性が増すに従い、宇宙状況認識の国際協力が求められるようになり、日本も本格的な宇宙状況認識能力の獲得を目指している。宇宙航空研究開発機構では、宇宙基本計画に沿って、2022年度までに低軌道観測用レーダー、静止軌道観測用光学望遠鏡及びその情報解析システムの整備・機能向上を行っている。防衛省・自衛隊においても、静止軌道観測用レーダーを整備し、専門の宇宙作戦隊を新編する計画となっている。
ヨーロッパでも欧州宇宙機関が宇宙状況認識プログラム(Space Situational Awareness Programme)を推進している。